# 達氏擬蟾魚
達氏擬蟾魚（学名：Batrachomoeus dahli），為輻鰭魚綱蟾魚目蟾魚科的其中一種，分布於東印度洋區的澳洲海域，為底棲性魚類。